# Miroslava Kopicová
Miroslava Kopicová (* 3. října 1951 Kadaň) je česká politička, v letech 2009–2010 ministryně školství, mládeže a tělovýchovy ve Fischerově vládě. Tuto funkci již zastávala v první vládě Mirka Topolánka v roce 2006.

## Život
Po studiu na Gymnáziu v Kadani vystudovala v letech 1971 až 1976 obor výchova a vzdělávání dospělých na Filozofické fakultě Univerzity Karlovy v Praze (získala titul PhDr.). Před rokem 1989 pracovala ve státní správě – jako výzkumný asistent na Federálním ministerstvu práce a sociálních věcí (1978 až 1986) a ve Státní komisi pro vědu a technický rozvoj (1986 až 1989).
Od roku 1990 řídila programy spolupráce s EU v oblasti zaměstnanosti, vzdělávání a sociální politiky v rámci ministerstva práce a Agentury pro trh práce a sociální politiku. V roce 1994 se stala první ředitelkou Národního vzdělávacího fondu. Nikdy nebyla členkou žádné politické strany. V roce 2007 působila ve vládou jmenovaném týmu pro vyjednávání Národního strategického referenčního rámce.
Miroslava Kopicová má dvě dcery – starší Miroslava (* 1975) je překladatelkou a mladší Magdalena (* 1980) je diplomatkou.